# Kazimir Bedeković Komorski
Kazimir Bedeković Komorski (Sigetec, Ludbreg, 2. ožujka 1727. ‒ Beč, 4. svibnja 1782.), hrvatski katolički svećenik, isusovac, filozof, književnik i prevoditelj.
Bio je hrvatski latinist. Član je stare hrvatske plemićke obitelji Bedekovića Komorskih, sin banovca Baltazara Bedekovića.
Školovao se u isusovačkom sjemeništu sv. Josipa u Zagrebu. U Varaždinu je završio gimnaziju. U Beču je postao isusovac. Ondje se pokazao uglednim, pa je čast i dužnost voditi skrb o cjelokupnom funkcioniranju nastave. U Beču je studirao filozofiju. Nakon studija predavao je u Varaždinu na gimnaziji i u Zagrebu. Potom je opet otišao studirati, ovog puta bogoslovlje u Trnavi koje je doktorirao. Sukladno s isusovačkim redovničkim pravilima, otiša je obaviti treću
isusovačku formaciju u Bansku Bistricu u Slovačkoj. Nakon toga opet predaje u Zagrebu logiku i metafiziku i kontroverze na isusovačkom kolegiju u Zagrebu, potom u Trnavi povijest, u Zagrebu spekulativnu teologiju, vođenje duhovnih vježba svjetovnjacima. U Juri predaje teologiju i nakon povratka u Zagreb bio je ravnatelj viših škola, bibliotekar, akademički ekshortator te savjetnik.
Kad je ukinut isusovački red 1773., postao je kanonik u Zagrebu. Od 1778. je godine vodio Hrvatski kolegij u Beču. Kao filozof pokazuje odmah od klasičnih skolastičko-aristotelskih postavaka ka novim fizikalnim teorijama. Radovi su mu bili pionirski pothvati na tom polju. Bio je čovjek od novog vremena, koji je pratio znanstveni razvitak. Tumačio je Newtonova prirodoznanstvena stajališta. Sastavio je filozofski traktat koji je napisao u "dijaloškom obliku između njutnovca i antinjutnovca koji brani vrijednost znanstvene hipoteze u slučajevima u kojima se ne može doći do istine." Raspravu je zaključio tezom "da se u fizici smije i može tvrditi i ono što se ne može izravno dokazati pokusima".
Napisao je tri školska igrokaza za razonodu pitomaca Hrvatskog kolegija, koji su i izvodili predstave.
Bedekovićev je rad proučavao Alojz Jembrih.